# Adeang Deireragea
Kennan Adeang Deireragea (* 1920 oder 1921; † 27. August 1973 in Nauru) war ein nauruischer Politiker und Mitglied im Lokalen Regierungsrat.

## Werdegang
Im Dezember 1951 wurde Deireragea bei der ersten Parlamentswahl in der Geschichte des Landes für den Wahlkreis Anabar in den Lokalen Regierungsrat gewählt, dem er bis zum Ende der Legislaturperiode im Dezember 1955 angehörte. Im Dezember 1963 konnte Deireragea im Wahlkreis Ubenide eine Ersatzwahl für den ausgeschiedenen Buraro Detudamo gewinnen und wurde somit erneut Mitglied des Lokalen Regierungsrates. Deireragea trat wenige Wochen vor dem Ende der Legislaturperiode wieder von seinem Amt zurück.
Deireragea gehörte dem Stamm der Eamwit an und lebte zuletzt im Distrikt Anibare. Er starb im August 1973 im Alter von 52 Jahren. Sein Sohn Kennan Adeang (1942–2011) und sein Enkel David Adeang (* 1969) wurden ebenfalls Politiker.